# Écran à modulation d'interférence
La modulation d'interférence ou modulation interférométrique (iMoD pour interferometric modulator display) est une technique utilisée dans les écrans. La couleur affichée résulte de l'interférence lumineuse de la lumière incidente dans une microcavité dont l'épaisseur est contrôlée électroniquement. Un écran iMoD est composé de centaines de milliers de cavités interférométriques adressables individuellement. Les écrans iMoD sont l'un des exemples les plus avancés des microsystèmes électromécaniques.

## Historique
L'iMoD a été inventé par Mark W. Miles, chercheur et fondateur d'Etalon Inc et cofondateur d'Iridigm Display Corporation. Qualcomm prit le contrôle des développements de cette technique après l'achat d'Irigidm en 2004 et créa sa filiale Qualcomm MEMS Technologies (QMT). Qualcomm commercialise la technique iMoD sous le nom de Mirasol. Cette technique pourrait être prometteuse pour la téléphonie et pour les terminaux mobiles.

## Principe de fonctionnement
Le fonctionnement de ces écrans s'inspire des ailes de papillons. Chaque pixel d'un écran iMoD est composé d'une ou plusieurs cavités interférométriques microscopiques fonctionnant de manière similaires à un interféromètre de Fabry-Perot. Alors qu'un interféromètre de Fabry-Perot est composé de deux lames semi-réfléchissantes, la cavité iMoD se compose d'une membrane réfléchissante et d'un film semi-transparent empilés. La cavité ainsi constituée se comporte comme un résonateur optique qui réfléchit la lumière dans une longueur d'onde déterminée par la distance séparant les deux éléments. Un champ électrostatique permet de coller la membrane réfléchissante au film semi-transparent et ainsi d'absorber quasiment toute la lumière incidente pour l'obtention du noir. Ces deux états sont à la base du fonctionnement des écrans iMoD. Comme l'écran utilise la lumière incidente, plus celle-ci est forte (Soleil par exemple) plus l'affichage est clair et brillant. Les écrans LCD, quant à eux, souffrent d'être exposés à une forte lumière ambiante.
Dans la pratique, chaque pixel Rouge, Bleu ou Vert est composé de plusieurs sous-pixels iMoD réfléchissant une intensité lumineuse différente. La combinaison de ces sous-pixels permet d'obtenir le spectre lumineux en intensité et en couleur.
Lorsque l'image n'est pas modifiée, un écran iMoD consomme très peu d'énergie.

## Utilisations commerciales
Les écrans utilisant la technique iMoD sont maintenant disponibles sur le marché. On les trouve notamment dans le casque bluetooth ARWH1 d'Acoustic Research, la montre Toq de Qualcomm, le Showcare Monitoring system (Corée), le C108 d'Hisense ainsi que des lecteurs MP3 de Freestyle Audio. Sur le marché de la téléphonie mobile, le taïwanais Inventec et Cal-Comp ont annoncé un téléphone embarquant la technique Mirasol. LG a également annoncé le développement d'un ou plusieurs terminaux utilisant les écrans Mirasol.